# يانوش كاسبركزاك
يانوش كاسبركزاك (بالبولندية: Janusz Kasperczak)‏ (29 سبتمبر 1927 – 16 أبريل 2002) هو ملاكم بولندي راحل، مثّل بلاده في الألعاب الأولمبية الصيفية 1948.

## روابط خارجية
يانوش كاسبركزاك على موقع أوليمبيديا (الإنجليزية)
- يانوش كاسبركزاك على موقع اللجنة الأولمبية البولندية (مؤرشف) (البولندية)